# Koinonia (musikgrupp)
Koinonia var ett kristet, amerikanskt, fusionrockband.
Bandet var verksamt mellan 1980 och 1991. Musiken var till en början mestadels instrumental men när Lou Pardini kom med i gruppen 1988 började man också använda sig mer av sång.
Koinonia hade stora framgångar i Skandinavien och gjorde flera utsålda turnéer här. Liveskivan Celebration spelades in under ett Sverigebesök i Göteborg och Stockholm i mars 1984.

## Bandmedlemmar
Ordinarie medlemmar
- Abraham Laboriel – basgitarr (1980–1991)
- Alex Acuña – percussion (1980–1987)
- Hadley Hockensmith – gitarr (1980–1991)
- Harlan Rogers – keyboard (1980–1991)
- Bill Maxwell – trummor (1980–1991)
- Dean Parks – gitarr (1980–1981)
- John Phillips – träblås (1980–1981)
- Justo Almario – träblås (1981–1991)
- Lou Pardini – keyboard, sång (1988–1991)

Turnerande medlem
- Chester Thompson – percussion (1987)

## Diskografi
Studioalbum
- More Than A Feelin’ (1982)
- Frontline (1986)
- Koinonia (1989)

Livealbum
- Celebration (1984)
- Celebrate in Gothenburg (DVD av konsert i Göteborg 1983) (2005)

Samlingsalbum
- Pilgrim's Progression (1991)
- The Best Of Kononia (1994)
- All the Best (2010)